# Ap'rili (film 1961)
Ap'rili è un film del 1961 diretto da Otar Ioseliani.